# Josep Escorsell i Martori
Josep Escorsell i Martori (1867 - 1928) va ser un pianista terrassenc, conegut com a «Pepet Campaner», que fou el director dels cors claverians Juventud Tarrasense, des de 1890, i Los Amigos, des de 1903. Amenitzà amb el piano les sessions cinematogràfiques del Teatre Recreo de Terrassa.
Les seves composicions formen part del repertori devocional de finals del segle XIX: cançons eucarístiques i al Sagrat Cor, cants de romeria (molts d'ells dedicats a Montserrat), càntics espirituals, lletres i salutacions. Una bona part d'aquests materials, en especial els destinats a la devoció mariana, ha estat extret d'una recopilació de Joan Martí i Cantó.

## Obra
Es conserven obres seves en el fons musical TerC (Fons de la catedral-basílica del Sant Esperit de Terrassa) a l'Inventari dels Fons Musicals de Catalunya (IFMuC).
- Càntic / Do M. [Ac] (Ya toda me entregué y di...). Darrer quart del segle xix. Incomplet. «A Jesús por José Escursell», incipit musical. Original manuscrit
- Rosari pastoril per 2 v i Org / Re M. [Ti 1/2]; Org (Padre nuestro...) Tercer terç del segle xix. Complet. «Rosario Pastoril à 2 voces para / las / Hermanas Josefinas / por / José Escursell», incipit musical. Original manuscrit.
- Lletra per a 2 v i Org / Re M. [Ti 1/2]; [Org] (Bienvenido à nuestro valle...) Tercer terç s. XIX. Complet. «Letrilla Pastoretla a dos Voces / El / Pastorcillo Celestial», incipit musical. Original manuscrit.
- Villancet per a 1 v i Org / Sol M. [Ti]; [Org] (Un angelet de alas blancas...). Tercer terç del segle xix. Complet. Original manuscrit.